# Knud Bergslien

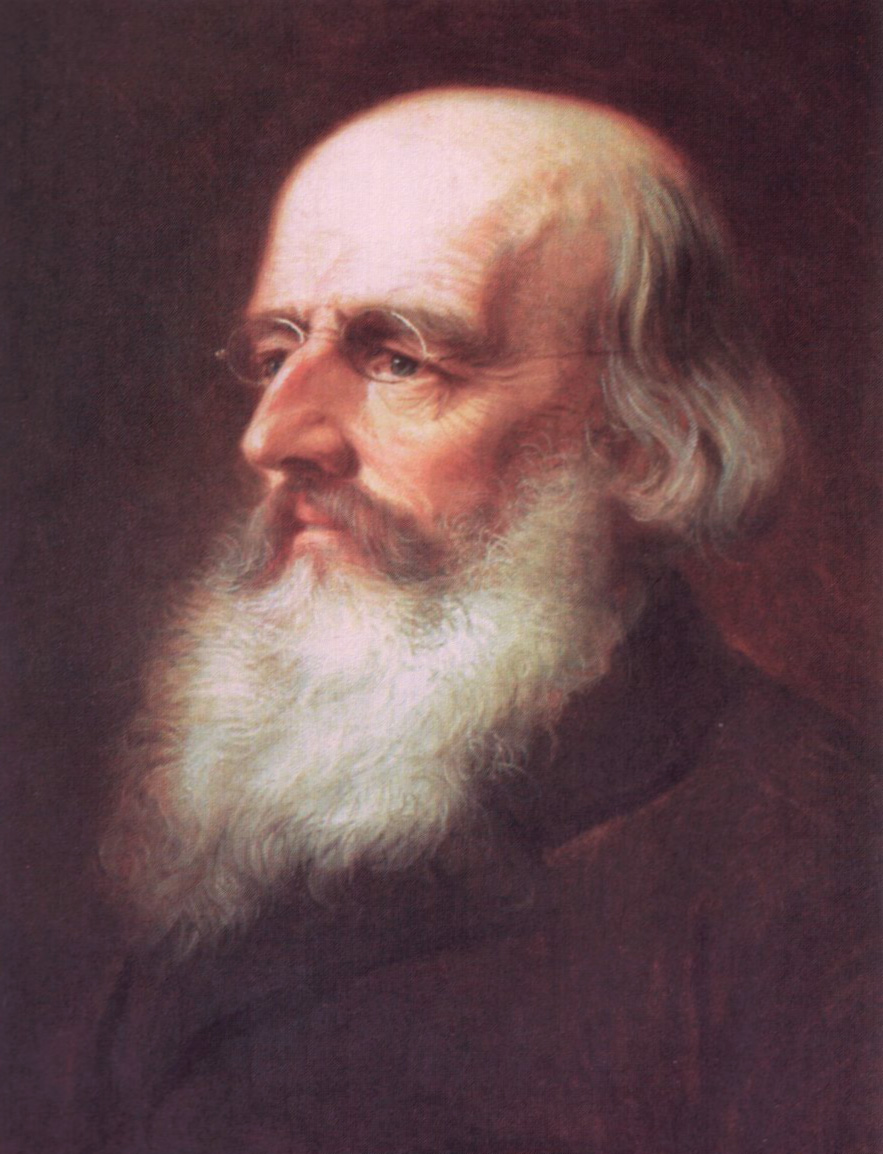
Knud Bergslien, Porträt von Konrad Maurer, 1876

Knud Larsen Bergslien (* 15. Mai 1827 in Voss; † 27. November 1908 in Kristiania) war ein norwegischer Maler der Nationalromantik.

## Leben
Bergslien wuchs auf einem Kleinbauernhof in Voss auf. Er bewarb sich mit 18 Jahren als Soldat in Bergen. Nach zwei Jahren Garnisonsdienst gelang ihm auf Grund seines zeichnerischen Talents, eine Kunstausbildung bei dem Landschaftsmaler Hans Reusch zu beginnen. Nach zwei Jahren konnte er durch die Unterstützung von Bürgern aus Bergen von 1849 bis 1852 die Kunstakademie in Antwerpen besuchen. In dieser Zeit war er auch von 1850 bis 1851 in Paris, wo er bei Charles Gleyre Unterricht nahm. 1852 bis 1854 war er Lehrer an der Zeichen- und Malschule in Bergen.
Er wurde als guter Porträtmaler bald geschätzt. 1855 bis 1869 lebte er in Düsseldorf. Hier übernahm er von Adolph Tidemand die Thematik des Volkslebens. Ethnografische Darstellungen gehörten für die Maler der Düsseldorfer Schule zu den besonders bildwürdigen und beliebten Sujets. Gleichzeitig widmete er sich Themen aus der norwegischen Geschichte. Ein Mäzen hatte ihm während der Studienzeit die Heimskringla des Snorri Sturluson geschenkt. Er riet ihm, die norwegischen Helden zu malen. Eine Reihe dieser Gemälde wurde von deutschen und englischen Sammlern gekauft.

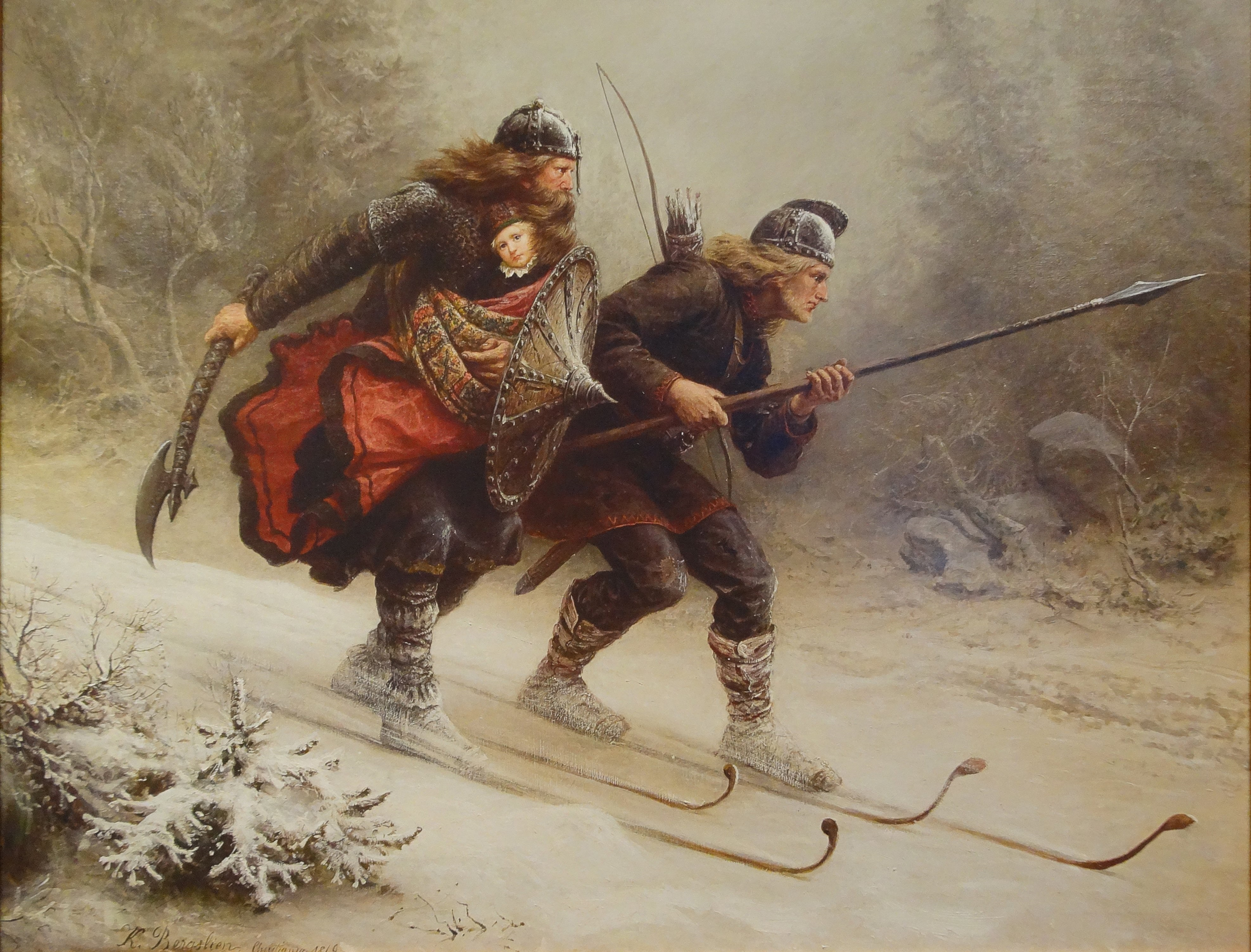
Die Birkebeiner, 1869

1869 kehrte er nach Norwegen zurück und wohnte in Christiania. Er bekam ein Atelier im Gebäude des Stortings. Als der Gründer der Malschule in Christiania Johan Fredrik Eckersberg 1870 starb, wurde Bergslien zusammen mit Morten Müller Leiter der Schule, die nach dem baldigen Ausscheiden Müllers „Bergsliens Malerskole“ genannt wurde. Während vieler Jahre lieferte Bergslien an den Kunstverein von Christiania Bilder zur Verlosung.
Nach 1869 malte Bergslien hauptsächlich Porträts, aber am bekanntesten sind seine Historienmalereien, die in unzähligen Reproduktionen im Umlauf sind. Dazu gehören Die Birkebeiner (1869), König Sverre im Schneesturm (1870), Die Schlacht im Hafrsfjord (1872). Sein Bild Die Krönung König Oskars II. (1874) brachte ihm den königlichen Wasaorden ein.
Eine ganze Generation norwegischer Maler ist bei ihm in die Schule gegangen und wurde von ihm beeinflusst, so auch sein Neffe Nils Nilsen Bergslien.